# Jewgeni Alexandrowitsch Barbakow
Jewgeni Alexandrowitsch Barbakow (russisch Евгений Александрович Барбаков; * 10. Juni 1954 in Rostow am Don) ist ein ehemaliger sowjetischer Ruderer.

## Werdegang
Jewgeni Barbakow belegte bei den Olympischen Spielen 1976 in Montreal mit Gennadi Korschikow den 4. Platz in der Regatta mit dem Doppelzweier.
Bei den Olympischen Sommerspielen 1980 in Moskau gewann er gemeinsam mit Juryj Schapotschka, Waleri Kleschnjow und Mykola Dowhan Silber in der Doppelvierer-Regatta.